# Звук ярости
«Звук ярости» (англ. The Sound of Fury), также известный как «Попробуй достать меня!» (англ. Try and Get Me!) — фильм нуар режиссёра Сая Эндфилда, вышедший на экраны в 1950 году.
Фильм поставлен по сценарию Джо Пагано, который тот написал на основе своего романа «Приговорённые» (1947), построенного вокруг реального события, случившегося 26 ноября 1933 года, когда два человека были арестованы в Сан-Хосе, Калифорния, за похищение и убийство человека. Подозреваемые сознались, после чего, не дожидаясь суда, их повесила линчующая местная толпа. Пагано говорил, что в сценарии (и в фильме) реальные события изложены даже точнее, чем в романе.
Эндфилд проводил съёмки на натуре в Фениксе, Аризона, «чтобы достоверно передать суету и провинциализм среднего американского города». Вскоре после завершения работы над фильмом Эндфилд был внесён в «чёрный список» «за свои левые взгляды и постановку в кино острых социальных и политических вопросов».
В 1952 году фильм был номинирован на премию БАФТА в категории «лучший фильм».

## Сюжет
После возвращения со Второй мировой войны Говард Тайлер (Фрэнк Лавджой) не может найти работу в родном Бостоне, прозябая в нищете вместе с беременной женой Джуди (Кэтлин Райан) и сыном Томми. Он решает переехать в город Санта-Сиерра в Калифорнии, где рассчитывает устроиться на шахту. Однако на новом месте Говард также не находит работы, и в итоге нищета семьи доходит до такой степени, что Джуди не может вызвать врача для наблюдения за ходом беременности. В отчаянном положении Говард знакомится в кегельбане с щедрым и обаятельным мелким вором Джерри Слокамом (Ллойд Бриджес), который предлагает работать на него. Говард становится водителем Джерри во время серии ограблений небольших ночных магазинов.
Издатель и редактор газеты «Санта-Сиерра джорнал» Хэл Кленденнинг (Арт Смит), который полагает, что в городе нарастает волна преступности, поручает молодому обозревателю Джилу Стэнтону (Ричард Карлсон) сделать сенсационный материал на эту тему. Друг Джила, итальянский доктор Видо Симоне (Ренцо Чезана), работающий в США в рамках ядерной программы после того, как Джил помог ему бежать от нацистов из оккупированной Италии, не одобряет статьи Джила, которые, по его мнению, могут подтолкнуть горожан взять правосудие в свои руки.
У Говарда появляются деньги, которые он тратит на свою семью, благодаря чему их материальное положение заметно улучшается. Однако сам Говард испытывает всё большее отвращение к тому, что он делает, и начинает сильно пить.
После серии удачных ограблений Джерри предлагает Говарду пойти на большое дело — похищение Дональда Е. Миллера (Карл Кент), молодого наследника самой богатой семьи города. Говард соглашается, решая для себя, что это будет его последнее преступление. Однако похищение проходит не так гладко, как хотелось, и взбешённый Джерри берёт огромный камень, чтобы убить Дональда. Говард противится убийству и пытается остановить Джерри, однако тот всё равно разбивает Дональду череп, забирает его заколку для галстука и сбрасывает тело в озеро.
Чтобы отвести от себя подозрения, Джерри вместе с Говардом уезжает в соседний город, откуда собирается послать письмо с требованием выкупа, приложив к нему заколку Миллера. Джерри приглашает в их компанию двух женщин, Хэйзел Уэзермэн (Кэтрин Локк) и Вельму (Адель Джергенс). Наивная маникюрша Хэйзел, которую восхищает способность Вельмы снимать мужиков, мгновенно решает заполучить себе Говарда, думая, что он не женат. Однако Говард настолько подавлен чувством вины, что вообще не обращает на неё внимания.
Вечером Говард отправляет письмо, но без заколки, которую потерял. Чувствуя, что не сможет смотреть жене в глаза, Говард напивается и приходит к Хэйзел, из чего та заключает, что он к ней не равнодушен. Читая в вслух газетное сообщение об убийстве, Хэйзел с удивлением замечает, что это приводит Говарда в ярость. Пытаясь уложить его в кровать, Хэйзел обнаруживает пропавшую заколку в манжете брюк, после чего Говард срывается и сознаётся в преступлении. Увидев ужас её лице, Говард в припадке начинает душить её, однако Хэйзел вырывается и вызывает полицию.
После того, как Говард в течение двух дней Говард не появляется дома, Джуди в панике сообщает в полицию о его исчезновении. Однако прибывшая полиция быстро обнаруживает Говарда, который прячется в сарае.
После ареста Говарда доктор Симоне критикует Джила за то, что тот в своих статьях делает из убийства сенсацию, из-за чего шансы Говарда и Джерри на справедливость в суде становятся более проблематичными. Симоне пытается убедить журналиста, что насилие является следствием социальных болезней, а не человеческой жестокости. Джил стоит на своём, пока к нему не приходит Джуди, которая читает трогательное письмо, в котором раскаивающийся Говард рассказывает о своём участии в преступлении и просит забыть о нём. В мэрии шериф Лем Демиг (Клифф Кларк) также критикует Джилла за провоцирование горожан на противоправные действия.
После того, как около тюрьмы собирается линчующая толпа, Джил, наконец, осознаёт, что если Говард и Джерри умрут сейчас, виноват в этом будет именно он. Когда ради их спасения Демиг выпускает из тюрьмы всех других заключённых, Джил сталкивается с Говардом, который прощает журналиста и просит его позаботиться о Джуди и Томми. Все попытки сдержать разъярённую толпу не дают результата. Озверевшие люди врываются в тюрьму, вытаскивают Говарда и Джерри и вешают их на ближайшем дереве. Некоторое время спустя Джил говорит Демигу, что никогда не забудет свою роль в этом кошмаре, и никогда не даст этим людям забыть, что они наделали.

## В ролях
- Фрэнк Лавджой — Говард Тайлер
- Кэтлин Райан — Джуди Тайлер
- Ричард Карлсон — Джил Стэнтон
- Ллойд Бриджес — Джерри Слокам
- Кэтрин Локк — Хейзел Уэзервэкс
- Адель Джергенс — Вельма
- Арт Смит — редактор Хэл Кленденнинг
- Гарри Шэннон — мистер Ягер
- Иветт Викерс — девушка в ночном клубе (в титрах не указана)

## Создатели фильма и исполнители главных ролей
Фильм стал первой продукцией независимой компании «Роберт Стиллман продакшнс». Роберт Стиллман начинал продюсерскую карьеру как ассоциированный продюсер двух фильмов Марка Робсона — военной драмы «Дом отважных» (1949) и спортивного нуара «Чемпион» (1949), продюсером которых был Стэнли Крамер. В 1950 году Стиллман создал собственную продюсерскую компанию, произведя на ней ещё два фильма — комедию Артура Любина «Королева дня» (1951) и вестерн Уильяма Касла «Американо» (1955), а затем перешёл работать на телевидение.
Режиссёр Сай Эндфилд начинал карьеру в США, где, помимо данного фильма самыми значимыми его работами стали фильмы нуар «Тайны Аргайла» (1948) и «Криминальная история» (1950). Как пишет Эндрю Спайсер, «в 1951 году, после завершения работы над „Звуком ярости“, Эндфилд был вызван для дачи показаний в Комитет Сената США по расследованию антиамериканской деятельности, и чтобы избежать дальнейшего сотрудничества с властями, в конце года перебрался в Лондон. Как и его коллеге Джозефу Лоузи, Эндфилду было непросто начинать кинокарьеру заново, конечно, до того момента, пока он добился успеха с пролетарской мелодрамой о грузовых перевозках „Адские водители“ в 1957 году» . Среди других наиболее значимых картин Эндфилда в Великобритании — фильм нуар «Хромой человек» (1953), криминальные триллеры «Импульс» (1954) и «Буря в самолёте» (1959), а также шпионский триллер «Игра в прятки» (1964). Особого признания Эндфилд добился с историческим военным фильмом «Зулусы» (1964), наиболее значимым своими натурными съёмками боевых действий в Южной Африке, и последовавшей за ним приключенческой драмой «Пески Калахари» (1965).
Фрэнк Лавджой исполнил роль сержанта в военной драме «Дом отважных» (1949), продюсером которой был Стиллман, а год спустя сыграл роль детектива, боевого товарища и друга персонажа Хамфри Богарта в фильме нуар Николаса Рэя «В укромном месте» (1950). В 1951 году Лавджой предстал в главной роли в пропагандистском шпионском нуаре «Я был коммунистом для ФБР» (1951), а в 1953 году исполнил памятную роль в фильме нуар Иды Лупино «Попутчик» (1953), а также инспектора полиции в первом 3D фильме ужасов «Дом восковых фигур» (1953).

## История, положенная в основу фильма
Как пишет киновед Дэвид Хоган, «жестокая мощь фильма коренится в судьбе похитителей и убийц, которых после ареста огромная ревущая толпа местных жителей вытащила из тюрьмы на улицу и линчевала. Именно это случилось в 1933 году в Сан-Хосе, когда арестовали двух человек за похищение и убийство 22-летнего наследника владельца местного универсального магазина. В случае Сан-Хосе и в сценарии Пагано местная газета эксплуатировала трагедию ради собственной коммерческой выгоды, по сути указывая на подозреваемых на первых страницах и вызывая ярость в местных жителях».

## Прокатная судьба фильма
По информации Американского института кино, «в ноябре 1950 года фильм прошёл тестовые показы в пяти городах. В январе 1951 года фильм был выпущен в общенациональный прокат, однако из-за слабых коммерческих результатов в марте 1951 года Стиллман снял картину с проката и затем запустил её под новым названием „Попробуй достать меня!“ по всей стране, кроме Лос-Анджелеса и Сан-Франциско, где уже прошла широкая рекламная кампания на основе изначального названия».

## Оценка фильма критикой

### Общая оценка фильма
Как указывают киноведы Спайсер и Хелен Хэнсон, «фильм получил высокую оценку критики и, казалось, указывал на то, что Эндфилд будет переведён на работу с фильмами категории А», однако этому помешала начавшаяся антикоммунистическая кампания сенатора Маккарти, которая поставила под угрозу всю дальнейшую карьеру режиссёра, в результате чего он был вынужден эмигрировать в Великобританию.
Сразу после выхода картины Independent Film Journal написал, что фильм содержит «реализм и силу, отличавшую работы Стэнли Крамера, с которым продюсер Роберт Стиллман ранее работал в качестве ассоциированного продюсера». Кинокритик «Нью-Йорк таймс» Босли Краузер, назвав картину «волнующей и грустной драмой о слабости и преступных побуждениях мужчин», отметил, что её «центральным моментом стало изображение взвинченной и уродливой линчующей толпы в калифорнийском городке. Эта толпа и её яростные, жестокие действия против двух преступников, доходящие до открытого насилия, формируют кульминацию этой волнующей истории… Насилие толпы, конечно, ужасно в том виде, как оно показано в фильме». Однако, по мнению Краузера, слабость фильма в том, что он не показывает, что «преступность не менее ужасна. Нас просят проявить жалость и выразить негодование по отношению к обществу в деле, где речь идёт об обычном злодее».
Современные исследователи кино, хотя и с некоторыми замечаниями, позитивно оценивают фильм. Так, Спенсер Селби считает, что это фильм «причиняющей душевную боль жестокости, блестящего стиля и крайней напряжённости, который, несомненно является одним из самых безжалостных и впечатляющих образцов жанра». Дэвид Хоган называет его «жестоким, но неотразимым фильмом, которой с дерзкой уверенностью поставил Сай Эндфилд», а Майкл Кини отмечает, что «фильм даёт всё — увлекательную историю, отличную актёрскую игру, высококлассную операторскую работу и общественные проблемы, которые останутся с вами надолго», не говоря об «захватывающей, заставляющей задуматься кульминации, одной из лучших в своём роде».
Журнал TimeOut назвал картину «хоть и не лишённым недостатков, но поразительным по силе мрачным триллером», который «хотя и основан на реальных событиях 1930-х годов, сделан как заявление против маккартизма». Журнал также отметил, что «исторический фон тщательно проработан, первая половина картины сделана захватывающе, а напряжённость вновь заявляет о себе в финале с линчеванием». Джонатан Розенбаум пришёл к заключению, что этот «замечательный и шокирующий триллер,… возможно, является самой антиамериканской картиной, которую когда-либо сделали в Голливуде». Далее он отмечает, что «если не считать морализирующего европейского персонажа, в котором на самом деле нет никакой необходимости, это практически лишённый недостатков шедевр, с редкой ясностью и гневом открывающий глаза на классовую ненависть и злоупотребления американской прессы». По словам критика, этот фильм «одновременно и тонкий, и беспощадный, и, возможно, лучший нуар из тех, о которых вы никогда не слышали».
Брюс Эдер подчёркивает, что «это не тот фильм, который можно легко забыть, и в некотором смысле по своему воздействию он даже превосходит трактовку Фритца Ланга того же инцидента в фильме „Ярость“ (1936)». Далее он пишет, что «фильм выстраивает мрачную картину послевоенной Америки, которая идёт в разрез со многими сохранившимися свидетельствами того времени. То, что Эндфилд делает в последней части фильма, когда она показывает душераздирающий народный бунт против законности, порядка и полиции, не менее захватывает и шесть десятилетий спустя. Эти сцены и уличные съёмки несут почти документальный, неореалистический вид, ещё более усиливая воздействие всего, что мы видим и слышим. (Сегодня реалистичный показ Эндфилдом тюремной осады смотрится почти как репетиция работы режиссёра над фильмом „Зулусы“ десяток с лишним лет спустя)». Назвав картину «замечательным криминальным триллером», кинокритик Деннис Шварц написал, что этот «социально направленный фильм наносит суровый удар по неконтролируемому насилию в Америке малых городов приблизительно в том же стиле, как это было в фильме Фритца Ланга „Ярость“». Далее он пишет, что фильм является «великолепной демонстрацией жажды Америки к преступности и насилию; одним из самых сильных заявлений, когда-либо сделанных Голливудским кино, о классовом разделении в Америке, и о жёлтой прессе, которая подстрекает публику ядовитыми газетными статьями, чтобы повысить свои продажи. Он привлекает внимание к чему-то вроде „ковбойского подхода“ в американцах, который они не любят в себе признавать, но европейцы прекрасно знают, какими могут быть нецивилизованные американцы».

### Тематические и художественные особенности фильма
По мнению Краузера, «в этом тяжёлом фильме Пагано пытается сказать, что насилие является болезнью, вызванной моральным и общественным падением, и что люди должны решительно избегать её, обращаясь к доводам разума. Это достойный тезис, который заслуживает творческого продвижения. Но, к сожалению, содержание фильма настолько скорбно и негативно, что не предлагает возможности какого-либо исправления или хотя бы надежды».
Дэвид Хоган обращает внимание на смелость создателей фильма, допустивших, что «человек, совершивший тяжкое преступление, может не только вести обычную домашнюю жизнь, но быть добрым и мыслящим», что для зрителей того времени стало «вызывающим испытанием пределов терпимости».
Спайсер и Хэнсон отмечают, что этот фильм «начинается как реалистическое — или даже неореалистическое — отображение послевоенных проблем ветерана и его молодой семьи» и «связан с „Яростью“ Ланга не только названием и темой линчевания, но также как исследование простого человека, который стремится найти работу». Однако «самое сильное впечатление производит кульминационная сцена с толпой, которая снималась на натуре во время длинной ночи в реальной тюрьме в Фениксе, Аризона. В этих снятых ночью сценах горожане (представляющие все классы) являются пугающей, вышедшей из-под контроля силой, сметающей виновных и слабых вплоть до смерти».
Эдер отмечает, что в этом фильме «переплетены две истории — одна история рассказывает о бедном, безработном парне, который объединяется с мелким преступником ради серии ограблений, которые вырастают до похищения и убийства. Другая рассказывает об амбициозном журналисте, который, верный низменным стандартам своей профессии, понимает происходящее как сравнительно обычную криминальную историю и формирует настроение паники и страха». По словам Шварца, в своей предпоследней части картина «становится гуманистическим призывом к разуму в мире, полном ненависти. Европейский учёный настаивает, что такие криминальные проблемы должны решаться с помощью разума, а не ненависти. Его призыв к мировой морали основан на гуманизме и рассматривается как антимаккартистский призыв к разуму. Вместе с тем фильм доводит свою точку зрения достаточно чётко ещё до того, как профессор произносит свою речь, что делает её ненужной. Однако эта неубедительная сцена не разрушает силу этого значимого и напряжённого фильма нуар». «TimeOut» также видит «слабость фильма в той части, которая рассказывает о журналисте, подстёгивающем истерию толпы против преступников, и итальянском профессоре, обеспечивающем цивилизованный комментарий с сожалением о происходящем». Спайсер и Хансон в этой связи отмечают, что хотя «Эндфилду не нравились обширные либеральные нравоучения о насилии, он не смог переубедить в этом отношении продюсера Роберта Стиллмана».

### Оценка режиссёрской работы
Краузер полагает, что хотя «Эндфилд поставил основную часть фильма в традиционном мелодраматическом стиле», тем не менее, «жестокие кульминационные сцены точно передают массовую истерию и лихорадочность происходящего, донося зловещее ощущение отвратительности толпы».
Эдер отмечает, что «режиссёр Сай Эндфилд — который из-за своих левых взглядов вскоре покинул Голливуд ради где-то более дружественной обстановки в Англии — в этом фильме превзошёл себя». По мнению Эдера, не только Эндфилд, но и «весь актёрский состав оказались на высоте положения в этом очень проблемном фильме». Но как бы ни была хороша актёрская игра, «это по-настоящему режиссёрский фильм, опирающийся на атмосферу в не меньшей степени, чем на актёрскую игру».

### Оценка актёрской игры
Краузер считает, что «ни сценарий, ни многочисленные актёрские работы ничем особым не выделяются. Фрэнк Лавджой играет человека, который из-за постоянного тяжёлого гнёта становится на неправильный путь, а Кэтлин Райан утончённо жалобна в роли его подавленной и в конце концов разбитой жены. Ллойд Бриджес нагло возбуждён в роли отвратительного преступника, Ричард Карлсон играет напыщенного газетчика, а Арт Смит — банального издателя. Кэтрин Локк получает краткую возможность сыграть простую несчастную девушку из маленького городка, и она делает это довольно мило. Но это всё».
Эдер наоборот придерживается высокого мнения об актёрской игре. В частности, он отмечает, что «Лавджой редко когда был настолько же симпатичен, как в этой картине, играя роль человека, с головой погрязшего в проблемах с того момента, когда мы впервые видим его на экране. А Ллойд Бриджес выдаёт одну из своих самых лучших ранних ролей в качестве мелкого преступника, самая тёмная сторона только ждёт своего часа, чтобы вырваться наружу».